# David Grenfell
David Rhys Grenfell, (16 juin 1881 - 21 novembre 1968), parfois connu sous le nom de Dai Grenfell, est un député gallois au Parlement du Royaume-Uni. Il représente la circonscription électorale de Gower pour le parti travailliste de 1922 à 1959.

## Jeunesse
David Grenfell est né le 16 juin 1881 à Penyrheol, Gorseinon, Swansea, l'un des dix enfants de William Grenfell (originaire de Blaenavon, Monmouthshire) et de son épouse, Alice ou Ann, fille de William Hopkins (d'Aberavon).
Il fait ses études à l'école primaire de Penyrheol Board jusqu'en 1893, année où, à l'âge de 12 ans, il est contraint de commencer à travailler comme mineur de charbon . Pendant qu'il travaille, il suit des cours du soir pour étudier les mines, la géologie et les mathématiques. En 1903, il se rend en Nouvelle-Écosse, où il travaille avec des personnes de différentes nationalités, ce qui l'aide à développer son amour des langues. Au Canada, il obtient son certificat de sous-dirigeant et en 1905, il rentre en Grande-Bretagne, où il obtient les qualifications de gestionnaire de première classe. Grenfell donne lui-même plusieurs cours du soir de 1907 à 1911 et est nommé agent des mineurs en 1916 pour la région de l'ouest de la région du pays de Galles du Sud, au sein de la Fédération des mines de charbon, à la mort de son prédécesseur, William Morgan .

## Carrière politique
Grenfell continue à travailler sous terre jusqu'en 1916, date à laquelle il est nommé agent des mineurs pour la région occidentale du sud du pays de Galles. Il milite au parti travailliste local en 1916 et en 1920, il est désigné candidat pour la circonscription de Gower. Il est élu député dans une élection partielle en 1922, et occupe le siège jusqu'en 1959 . Il est nommé commandant de l'ordre de l'Empire britannique (CBE) en 1935.
DR, comme il est appelé, est membre de la commission parlementaire spéciale sur les paris, membre de la commission d'administration parlementaire et siège à la Commission des forêts et à la Commission royale d'enquête sur la sécurité dans les mines en 1936. Il devient président du parti parlementaire franco-britannique, pour lequel il est par la suite fait chevalier de la Légion d'honneur. Grenfell condamne fortement la signature du pacte Molotov-Ribbentrop .
Il préside le parti travailliste parlementaire gallois et, pendant la Seconde Guerre mondiale, il exerce les fonctions de secrétaire aux mines auprès de la Commission du Commerce (1940-1945) au sein du gouvernement de coalition de Winston Churchill, où il plaide pour la nationalisation de l’industrie charbonnière, et réitère l’appel dans son livre de 1947, Coal .
De 1948 à 1951, il est président du conseil du tourisme gallois, obtenant que la péninsule de Gower soit la première région de Grande-Bretagne à être désignée zone de beauté naturelle exceptionnelle. En 1951, Grenfell est admis au Conseil privé. En 1953, il devient le premier homme politique travailliste à détenir le titre de doyen de la Chambre des communes, bien que Churchill soit entré au Parlement avant lui, car Churchill a connu une interruption de mandat entre 1922 et 1924.
Il exerce des fonctions dans de nombreux organismes locaux et est nommé membre honoraire des Freemans de Swansea pour sa contribution au service public. Un buste de lui se trouve maintenant dans le Swansea Guildhall. Il est remplacé comme député de Gower par son ancien agent, le conseiller de comté Ifor Davies de Gowerton, qui occupe le siège de Gower jusqu'à sa mort en 1982. Son frère, William John Grenfell, est pendant plusieurs années membre du conseil du district urbain de Llwchwr, représentant le quartier de Pontybrenin .

## Vie privée
En décembre 1905, il épouse Beatrice May Morgan, fille de John et Emma Morgan de Mountain Cottage, Brynteg, Gorseinon. Ils ont une fille, Eileen .
Il résidait à Ardwyn, Carnglas Road, Sketty, Swansea. Il est mort le 20 novembre 1968 à l'âge de 87 ans et est enterré au cimetière Brynteg à Gorseinon. Son épouse, Béatrice, qui est magistrat de comté, est décédée en 1976, suivie de leur fille Eileen (1907-1992).